# Калчо Падова
„Калчо Падова“ (на италиански: Calcio Padova) е италиански футболен отбор от Падуа.
Основан е през 1910 година. Последно се е състезавал в Серия А през 1996 година.

## История
Най-големия успех на отбора е трето място в Серия А през 1958 г. благодарение на тогавашния треньор Нерео Роко. В елита на Италия се задържа до 1962 г. Завръща се в Серия А през 1994 г., след 32 години.

## Успехи
Серия А
- Трето място – 1958

Серия Б
- Вицешампион – 1931-32 (Промоция в Серия А)

16 сезона в Серия А

## Известни бивши футболисти
| - Деметрио Албертини - Никола Аморузо - Антонио Бенариво - Алесандро Дел Пиеро - Джакомо Бонавентура - Анджело Ди Ливио - Стефано Фиоре | - Винченцо Якуинта - Алекси Лалас - Кристиано Лукарели - Златан Муслимович - Горан Влаович - Валтер Дзенга | - Симоне Бароне - Алфредо Фони - Роберто Муци - Алдо Оливиери - Нерео Роко |

## Български футболисти
- Иван Тончев: 2002-есен - (10 мача - 4 гола)